# Bolnavul Europei
„Bolnavul Europei” este o etichetă pusă unei țări europene care se confruntă cu o perioadă de dificultăți economice sau de sărăcie. Termenul a fost folosit pentru prima dată la mijlocul secolului al XIX-lea pentru descrierea Imperiului Otoman.

## Origini

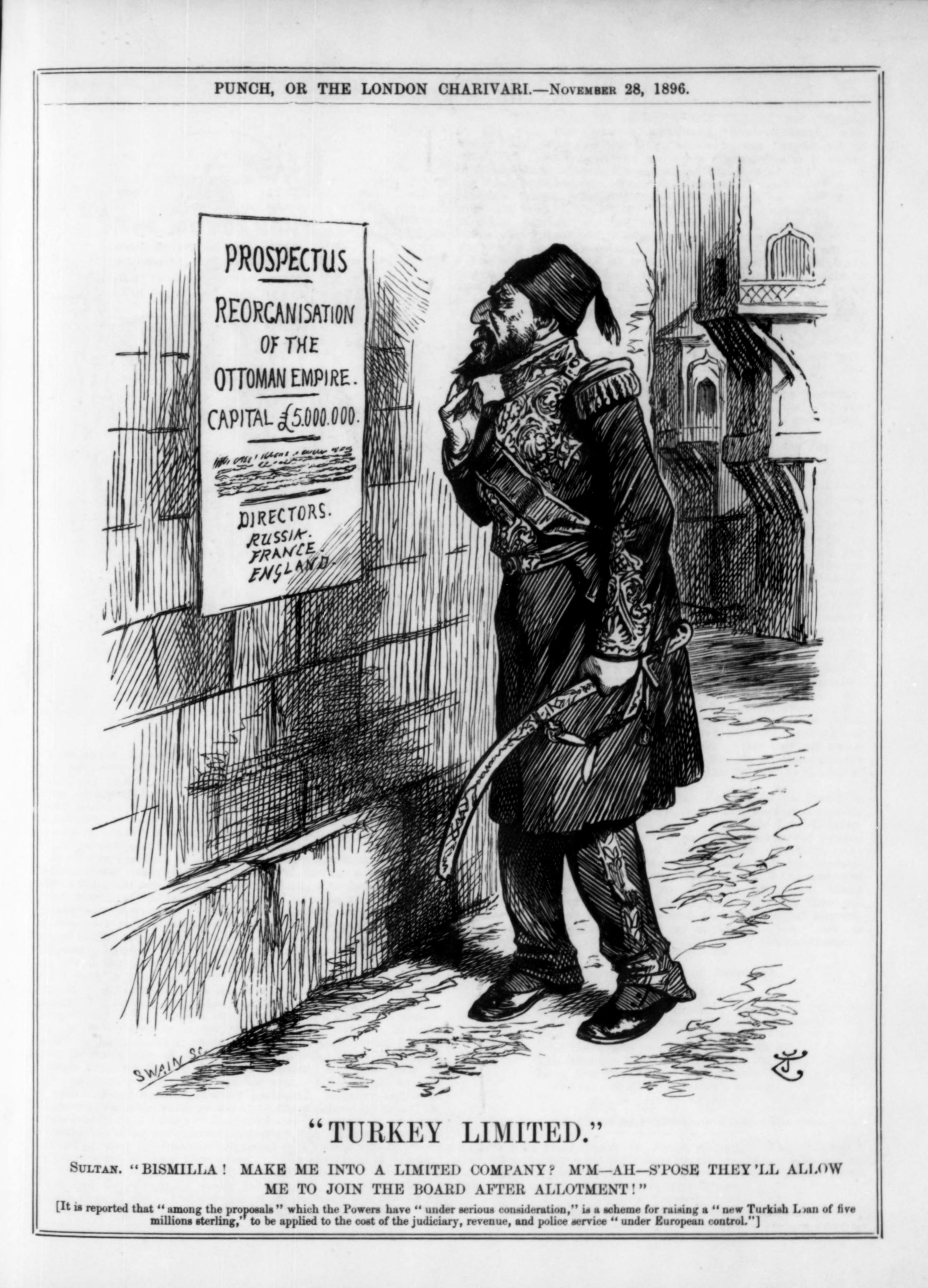
Caricatură din Punch din 28 noiembrie 1896. Sultanul Abdul-Hamid al II-lea privind un afiș care anunță reorganizarea financiară a Imperiului Otoman. Valoarea imperiului fusese estimată la 5 milioane de lire sterline. Rusia, Franța și Anglia sunt nominalizați ca directori ai reorganizării. Caricatura se referă la pierderea treptată a controlului finanțelor publice otomane în favoarea puterilor europene, dar și la pierderile teritoriale

John Russell îi scria împăratului Nicolae I al Rusiei în 1853 , în perioada de dinaintea izbucnirii Războiului Crimeii, descriind Imperiul Otoman ca fiind „un om bolnav – un om foarte bolnav”, un „om” care „a ajuns într-o stare de decădere”, sau un „om bolnav…foarte grav bolnav”.

### Etimologie
Sursa inițială a expresiei nu este cunoscută cu certitudine. Articolul citat mai sus se referă la o scrisoare personală. Sursa cea mai plauzibilă, pare să fie identificată în cartea lui Harold Temperley, England and the Near East,  publicată în 1936. Temperley consideră că prima dată a unei conversații pe această temă datează din 9 ianuarie 1853. Temperley afirmă că Seymour i-a cerut țarului într-o discuție privată să definească mai bine situația din Imperiul Otoman. Țarul ar fi afirmat la un moment dat: „Turcia pare să se prăbușească, prăbușirea va fi o mare nenorocire. Este foarte important ca Anglia și Rusia să ajungă la o înțelegere perfectă…și ca niciuna să nu facă pași decisivi despre care cealaltă parte nu este informată … Avem un om bolnav în mâinile noastre, un om grav bolnav, ar fi o mare nenorocire dacă într-una dintre aceste zile el ne scapă din mâini, mai ales mai înainte ca să fie făcute aranjamentele necesare.” 

### Dezacordul imperiilor Britanic și Țarist
Dezacordul dintre cele două țări cu privire la Chestiunea Orientală este vizibil atunci când ambasadorul britanic G. H. Seymour a fost de acord cu diagnosticul lui țarului Nicholas, dar el nu a fost de acord cu tratamentul recomandat de țar pacientului.  El a răspuns: „Maiestatea voastră este atât de amabilă, încât îmi veți permite să fac o observație suplimentară. Maiestatea voastră spune că omul este bolnav, este foarte adevărat, dar Maiestatea voastră o să mă scuze dacă remarc că este îndatorirea omului generos și puternic să trateze cu blândețe pe omul bolnav și slab.”
Temperley afirmă în continuare că „Starea bolnăvicioasă a Turciei l-a obsedat pe Nicolae de-a lungul întregii sale domnii.  Ceea ce a spus într-adevăr a fost omis în Cartea Albastră dintr-un sentiment greșit de etichetă. El a spus nu bolnavul, dar ursul moare ... ursul moare ... i-ai putea da mosc, dar nici măcar mosc nu-l va ține în viață. ” 

Nici țarul Nicolae, nici Seymour nu au completat expresia cu „al Europei”, care pare să fi fost adăugată mai târziu, poate dintr-o citare greșită a unor jurnaliști. Se poate lua de exemplu prima apariție a expresiei „bolnavul Europei” din The New York Times (12 mai 1860): 

Condiția Austriei în acest moment nu este mai puțin amenințătoare în sine, deși mai puțin alarmantă pentru pacea lumii, decât condiția Turciei atunci când țarul Nicolae a invitat Anglia să-i schițeze împreună cu el ultima dorință și testamentul bolnavului Europei. Într-adevăr, este puțin probabil ca alte 12 luni să treacă peste Casa de Habsburg fără a atrage asupra Imperiului Austriac o catastrofă de neegalat în istoria modernă de la a treia împărțire a Poloniei.
Trebuie notat nu numai că acesta nu este ceea ce încerca Nicolae să facă sau să spună, ci că autorul acestui articol folosea termenul pentru a indica un al doilea „bolnav”, un imperiu european, Imperiul Habsburgic.
Mai târziu, subestimarea Imperiului Otoman de către liderii aliaților din timpul Primului Război Mondial, în special de cei britanici, a dus la planificarea dezastroasei debarcări de la  Gallipoli. Bătălia din Gallipoli nu a dus la înfrângerea turcilor, dar „omul bolnav” s-a prăbușit în cele din urmă după înfrângerea din teatrul de operațiuni din Orientul Mijlociu.